# Patinage artistique aux Jeux olympiques de 1972
Navigation
Grenoble 1968 Innsbruck 1976
Les épreuves de patinage artistique aux Jeux olympiques d'hiver de 1972 se déroulent du 4 au 11 février 1972 aux Makomanai Skating Rink et Mikaho Indoor Skating Rink de Sapporo au Japon. 
Les compétitions regroupent dix-huit pays et soixante-sept athlètes (trente-deux hommes et trente-cinq femmes). 
Trois épreuves sont disputées :
- Concours Messieurs (le 9 février pour les figures imposées et le 11 février pour le programme libre).
- Concours Dames (les 4 et 5 février pour les figures imposées et le 7 février pour le programme libre).
- Concours Couples (le 6 février pour le programme court et le 8 février pour le programme libre).

Les résultats des épreuves individuelles messieurs et dames sont dominés par les classements dans les figures imposées, qui à l'époque valaient 50 % du score total mais qui pesaient en fait plus lourdement que le patinage libre, car le jugement se faisait sur une plus large gamme de notes.

## Faits marquants
Chez les messieurs, Ondrej Nepela, vainqueur des figures imposées, remporte la médaille d'or bien qu'il ne termine que 4e du programme libre après une chute sur son triple boucle. Le vainqueur du programme libre est Sergueï Tchetveroukhine, qui réalise l'une de ses meilleures performances à cet événement pour remporter la médaille d'argent. Patrick Péra, deuxième dans les figures imposées, réalise un mauvais programme libre dans lequel il tombe sur un triple salchow au début de son programme, avant d'enchaîner plusieurs erreurs. Néanmoins, le poids accordé aux figures imposées lui permet de remporter la médaille de bronze devant John Misha Petkevich, Kenneth Shelley et Toller Cranston, qui patinent tous des programmes dynamiques avec au moins un triple saut proprement atterri chacun.
L'effet des figures imposées est encore plus prononcé dans la compétition des dames, où la médaillée d'or Beatrix Schuba ne termine que 7e du programme libre, effectuant principalement des sauts simples. Le programme libre est remporté par Janet Lynn, qui obtient une note parfaite de 6.0 malgré une chute en pirouette assise. Le patinage de Janet Lynn captive le public japonais, surtout lorsqu'elle se relève en souriant après sa chute. Janet Lynn remporte le bronze tandis que Karen Magnussen, deuxième du programme libre avec une solide performance, remporte l'argent. La patineuse à la troisième place du programme libre, Sonja Morgenstern, qui inclut un triple salchow dans son programme, ce qui à cette époque est très rare pour une patineuse., mais ne se classe que 6e au classement général.
La compétition en couple est une bataille serrée entre les deux meilleures équipes russes. Les programmes de Irina Rodnina et Alexeï Oulanov ne sont pas parfaits, Oulanov ayant raté son double saut obligatoire dans le programme court et Rodnina ayant commis une erreur dans la combinaison de sauts au début de programme libre. Ils remportent toutefois le concours avec une décision des juges de 6 contre 3, face à leurs coéquipiers Lioudmila Smirnova et Andrei Suraikin. L'équipe médaillée de bronze de Manuela Groß et Uwe Kagelmann ne commet aucune erreur majeure et reçoit les notes de mérite technique les plus élevées de certains des juges pour leur programme. Leurs éléments comprenaient un double axel lancé, qui à cette époque est rarement tenté. 

## Participants

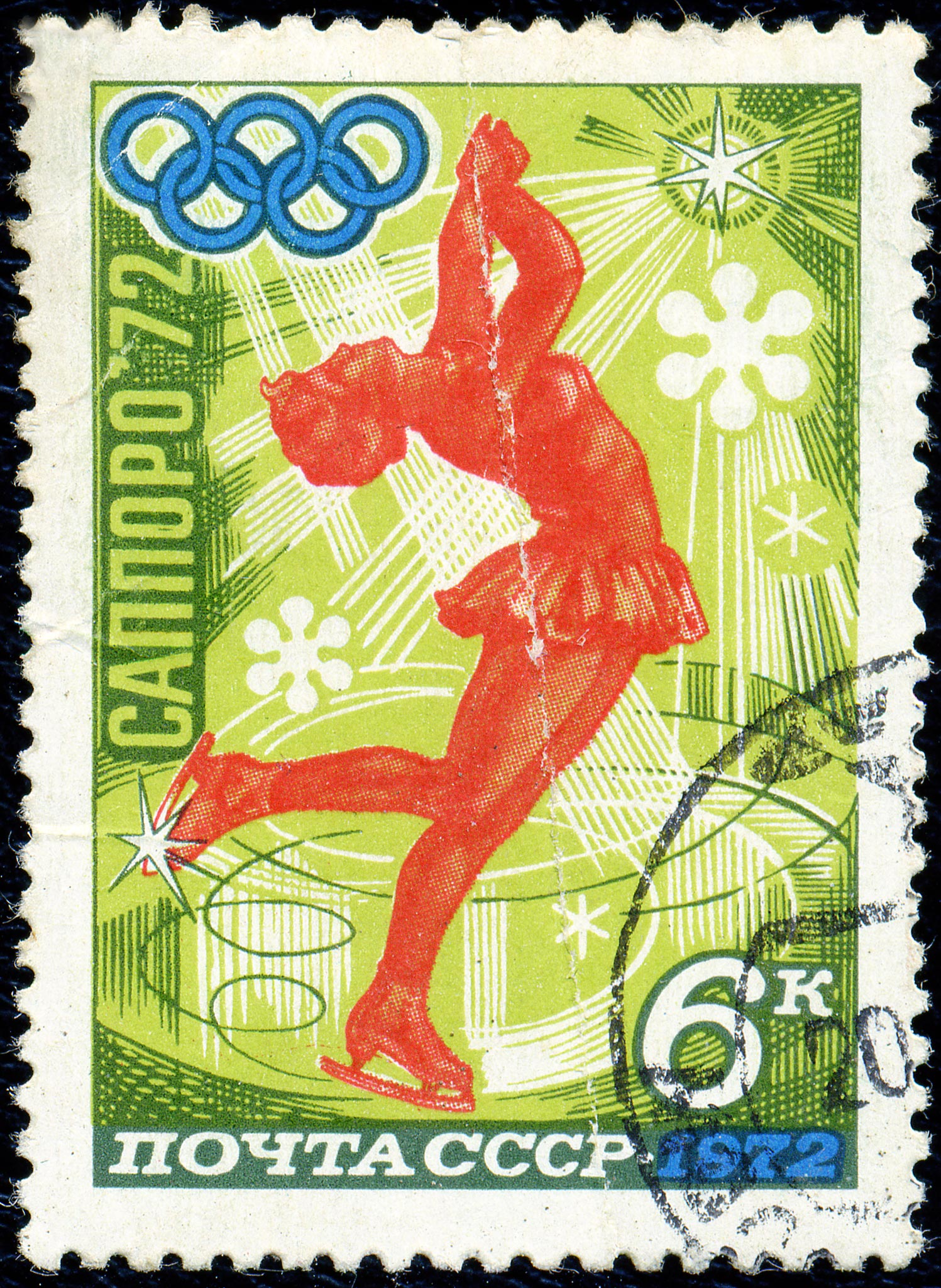
Timbre soviétique émis à l'occasion des XIe Jeux olympiques d'hiver

67 patineurs de 18 nations participent aux Jeux olympiques d'hiver de 1972 : 32 hommes et 35 femmes.
| Pays                 | Participants Hommes                                                                                      | Participantes Femmes                                                                  | Nombre d'hommes | Nombre de femmes | Nombre total |
| -------------------- | --- | ------------------------------------------------------------------------------------- | --------------- | ---------------- | ------------ |
| Allemagne de l'Est   | Jan Hoffmann Uwe Kagelmann Axel Salzmann                                                                 | Christine Errath Manuela Groß Annette Kansy Sonja Morgenstern                         | 3               | 4                | 7            |
| Allemagne de l'Ouest | Eberhard Rausch Herbert Wiesinger                                                                        | Isabel de Navarre Corinna Halke Almut Lehmann                                         | 2               | 3                | 5            |
| Autriche             | Günter Anderl                                                                                            | Sonja Balun Beatrix Schuba                                                            | 1               | 2                | 3            |
| Canada               | Val Bezic Toller Cranston John Hubbell                                                                   | Sandra Bezic Catherine Irwin Karen Magnussen Mary Petrie                              | 3               | 4                | 7            |
| Corée du Sud         | | Chang Myung-su                                                                        | 0               | 1                | 1            |
| États-Unis           | Douglas Berndt Gordon McKellen Mark Militano John Misha Petkevich Kenneth Shelley                        | Barbara Brown Julie Lynn Holmes Janet Lynn Melissa Militano Suna Murray JoJo Starbuck | 5               | 6                | 11           |
| France               | Didier Gailhaguet Jacques Mrozek Patrick Péra Jean-Roland Racle                                          | Florence Cahn                                                                         | 4               | 1                | 5            |
| Hongrie              | | Zsuzsa Almássy                                                                        | 0               | 1                | 1            |
| Italie               | | Rita Trapanese                                                                        | 0               | 1                | 1            |
| Japon                | Yutaka Higuchi Hiroshi Nagakubo                                                                          | Kotoe Nagasawa Kazumi Yamashita                                                       | 2               | 2                | 4            |
| Pays-Bas             | | Dianne de Leeuw                                                                       | 0               | 1                | 1            |
| Pologne              | Adam Brodecki                                                                                            | Grazyna Kostrzewinska                                                                 | 1               | 1                | 2            |
| Roumanie             | Gheorghe Fazekas                                                                                         |                                                                                       | 1               | 0                | 1            |
| Royaume-Uni          | John Curry Haig Oundjian Colin Taylforth                                                                 | Linda Connolly Jean Scott                                                             | 3               | 2                | 5            |
| Suède                | | Anita Johansson                                                                       | 0               | 1                | 1            |
| Suisse               | | Charlotte Walter                                                                      | 0               | 1                | 1            |
| Tchécoslovaquie      | Ondrej Nepela                                                                                            |                                                                                       | 1               | 0                | 1            |
| Union soviétique     | Vassili Blagov Vladimir Kovalev Alexeï Oulanov Yuri Ovtchinnikov Andrei Suraikin Sergueï Tchetveroukhine | Irina Rodnina Marina Sanaya Lioudmila Smirnova Irina Tcherniaïeva                     | 6               | 4                | 10           |
| Total                | Total | Total                                                                                 | 32              | 35               | 67           |

## Podiums
| Épreuves                      | Or                             | Argent                               | Bronze                       |
| ----------------------------- | ------------------------------ | ------------------------------------ | ---------------------------- |
| Messieurs résultats détaillés | Ondrej Nepela                  | Sergueï Tchetveroukhine              | Patrick Péra                 |
| Dames résultats détaillés     | Beatrix Schuba                 | Karen Magnussen                      | Janet Lynn                   |
| Couples résultats détaillés   | Irina Rodnina / Alexeï Oulanov | Lioudmila Smirnova / Andrei Suraikin | Manuela Groß : Uwe Kagelmann |

## Tableau des médailles
| Rang  | Pays               | Médaille d'or, Jeux olympiques | Médaille d'argent, Jeux olympiques | Médaille de bronze, Jeux olympiques | Total |
| 1     | Union soviétique   | 1                              | 2                                  | 0                                   | 3     |
| 2     | Autriche           | 1                              | 0                                  | 0                                   | 1     |
| 2     | Tchécoslovaquie    | 1                              | 0                                  | 0                                   | 1     |
| 4     | Canada             | 0                              | 1                                  | 0                                   | 1     |
| 5     | Allemagne de l'Est | 0                              | 0                                  | 1                                   | 1     |
| 5     | États-Unis         | 0                              | 0                                  | 1                                   | 1     |
| 5     | France             | 0                              | 0                                  | 1                                   | 1     |
| Total | Total              | 3                              | 3                                  | 3                                   | 9     |

## Détails des compétitions

### Messieurs
| Rang | Nom                     | Nation             | Places | Points | Fig. impo. | Prog. libre |
| ---- | ----------------------- | ------------------ | ------ | ------ | ---------- | ----------- |
| 1    | Ondrej Nepela           | Tchécoslovaquie    | 9.0    | 2739.1 | 1          | 4           |
| 2    | Sergueï Tchetveroukhine | Union soviétique   | 20.0   | 2672.4 | 3          | 1           |
| 3    | Patrick Péra            | France             | 28.0   | 2653.1 | 2          | 8           |
| 4    | Kenneth Shelley         | États-Unis         | 43.0   | 2596.0 | 5          | 3           |
| 5    | John Misha Petkevich    | États-Unis         | 47.0   | 2591.5 | 6          | 2           |
| 6    | Jan Hoffmann            | Allemagne de l'Est | 55.0   | 2567.6 | 4          | 10          |
| 7    | Haig Oundjian           | Royaume-Uni        | 65.0   | 2538.8 | 9          | 7           |
| 8    | Vladimir Kovalev        | Union soviétique   | 80.0   | 2521.6 | 7          | 11          |
| 9    | Toller Cranston         | Canada             | 80.5   | 2517.2 | 12         | 5           |
| 10   | John Curry              | Royaume-Uni        | 85.0   | 2512.2 | 8          | 12          |
| 11   | Gordon McKellen         | États-Unis         | 89.0   | 2511.0 | 10         | 9           |
| 12   | Yuri Ovtchinnikov       | Union soviétique   | 104.5  | 2477.5 | 15         | 6           |
| 13   | Didier Gailhaguet       | France             | 114.0  | 2440.9 | 11         | 13          |
| 14   | Jacques Mrozek          | France             | 126.0  | 2401.3 | 13         | 14          |
| 15   | Günter Anderl           | Autriche           | 138.0  | 2313.6 | 14         | 16          |
| 16   | Yutaka Higuchi          | Japon              | 140.0  | 2309.7 | 16         | 15          |
| 17   | Gheorghe Fazekas        | Roumanie           | 153.0  | 2094.0 | 17         | 17          |

### Dames
| Rang | Nom               | Nation               | Places | Points | Fig. impo. | Prog. libre |
| ---- | ----------------- | -------------------- | ------ | ------ | ---------- | ----------- |
| 1    | Beatrix Schuba    | Autriche             | 9.0    | 2751.5 | 1          | 7           |
| 2    | Karen Magnussen   | Canada               | 23.0   | 2673.2 | 3          | 2           |
| 3    | Janet Lynn        | États-Unis           | 27.0   | 2663.1 | 4          | 1           |
| 4    | Julie Lynn Holmes | États-Unis           | 39.0   | 2627.0 | 2          | 8           |
| 5    | Zsuzsa Almássy    | Hongrie              | 47.0   | 2592.4 | 5          | 4           |
| 6    | Sonja Morgenstern | Allemagne de l'Est   | 53.0   | 2579.4 | 8          | 3           |
| 7    | Rita Trapanese    | Italie               | 55.0   | 2574.8 | 6          | 6           |
| 8    | Christine Errath  | Allemagne de l'Est   | 78.0   | 2489.3 | 11         | 5           |
| 9    | Charlotte Walter  | Suisse               | 86.0   | 2467.3 | 7          | 13          |
| 10   | Kazumi Yamashita  | Japon                | 93.0   | 2449.9 | 10         | 10          |
| 11   | Jean Scott        | Royaume-Uni          | 101.0  | 2436.8 | 9          | 11          |
| 12   | Suna Murray       | États-Unis           | 102.0  | 2426.2 | 13         | 9           |
| 13   | Catherine Irwin   | Canada               | 116.0  | 2383.4 | 12         | 12          |
| 14   | Isabel de Navarre | Allemagne de l'Ouest | 128.0  | 2340.0 | 16         | 14          |
| 15   | Anita Johansson   | Suède                | 131.0  | 2349.3 | 14         | 15          |
| 16   | Dianne de Leeuw   | Pays-Bas             | 143.0  | 2298.7 | 15         | 16          |
| 17   | Sonja Balun       | Autriche             | 148.0  | 2260.6 | 17         | 17          |
| 18   | Marina Sanaya     | Union soviétique     | 160.0  | 2198.6 | 19         | 18          |
| 19   | Chang Myung-su    | Corée du Sud         | 171.0  | 2117.0 | 18         | 19          |

### Couples
| Rang | Nom                                   | Nation               | Places | Points | Prog. court | Prog. libre |
| ---- | ------------------------------------- | -------------------- | ------ | ------ | ----------- | ----------- |
| 1    | Irina Rodnina / Alexeï Oulanov        | Union soviétique     | 12.0   | 420.4  | 1           | 1           |
| 2    | Lioudmila Smirnova / Andrei Suraikin  | Union soviétique     | 15.0   | 419.4  | 2           | 2           |
| 3    | Manuela Groß / Uwe Kagelmann          | Allemagne de l'Est   | 29.0   | 411.8  | 3           | 3           |
| 4    | JoJo Starbuck / Kenneth Shelley       | États-Unis           | 35.0   | 406.8  | 4           | 4           |
| 5    | Almut Lehmann / Herbert Wiesinger     | Allemagne de l'Ouest | 52.0   | 399.8  | 5           | 6           |
| 6    | Irina Tcherniaïeva / Vassili Blagov   | Union soviétique     | 52.0   | 399.1  | 6           | 5           |
| 7    | Melissa Militano / Mark Militano      | États-Unis           | 65.5   | 393.0  | 8           | 7           |
| 8    | Annette Kansy / Axel Salzmann         | Allemagne de l'Est   | 68.0   | 392.6  | 7           | 8           |
| 9    | Sandra Bezic / Val Bezic              | Canada               | 84.0   | 384.9  | 9           | 9           |
| 10   | Corinna Halke / Eberhard Rausch       | Allemagne de l'Ouest | 87.0   | 381.1  | 10          | 10          |
| 11   | Grazyna Kostrzewinska / Adam Brodecki | Pologne              | 85.5   | 377.8  | 11          | 11          |
| 12   | Barbara Brown / Douglas Berndt        | États-Unis           | 114.0  | 366.9  | 12          | 13          |
| 13   | Florence Cahn / Jean-Roland Racle     | France               | 116.0  | 364.5  | 13          | 12          |
| 14   | Linda Connolly / Colin Taylforth      | Royaume-Uni          | 126.0  | 360.6  | 14          | 14          |
| 15   | Mary Petrie / John Hubbell            | Canada               | 129.0  | 358.5  | 15          | 15          |
| 16   | Kotoe Nagasawa / Hiroshi Nagakubo     | Japon                | 144.0  | 345.5  | 16          | 16          |